# جوسيف يوهانسون
جوسيف يوهانسون (بالسويدية: Josef Johansson)‏ هو مغني سويدي، ولد في 10 يونيو 1993 في تونس.